# هیچ‌انگاری اخلاقی
هیچ‌انگاری اخلاقی یا نیهیلیسم اخلاقی دیدگاه فرااخلاقی است که بر اساس آن هیچ چیز از نظر اخلاقی درست یا غلط نیست. 
هیچ‌انگاری اخلاقی از نسبی‌گرایی اخلاقی که اجازه می‌دهد اعمال نسبت به فرهنگ یا فردی خاص اشتباه باشد متمایز است. هیچ‌انگاری اخلاقی همچنین با اکسپرسیویسم فرق دارد. طبق اکسپرسیویسم هنگامی که ادعاهای اخلاقی می‌کنیم، «در واقع تلاش نمی‌کنیم تا نحوه‌ی‌ای که جهان هست را توصیف کنیم… بلکه ما یا درحال تخلیه احساسات خود هستیم، یا در حال دستوردادن دیگران به عمل کردن به نحوه خاصی هستیم، یا درحال آشکار کردن یک برنامه اعمالی هستیم». 
هیچ‌انگاری اخلاقی امروزه به‌طور گسترده تمایل در نظریه خطا گنجانده شده: دیدگاهی که در اصل توسط جی. ال. مکی در کتاب اخلاق: ابداع درست و غلطو در سال ۱۹۷۷ میلادی ارائه شد. نظریه خطا و هیچ‌انگاری به‌طور گسترده به شکل یک ادعای منفی در مورد وجود ارزش‌ها یا ویژگی‌های عینی است. در دیدگاه‌های سنتی، ویژگی‌ها یا روش‌های اخلاقی وجود دارد که به‌طور عینی به نوعی فراتر از منافع احتمالی ما هستند که از نظر اخلاقی ما را ملزم به عمل می‌کنند. برای مکی و نظریه‌پردازان خطا، چنین ویژگی‌هایی در جهان وجود ندارند، و بنابراین اخلاقی که با ارجاع به واقعیت‌های عینی تصور می‌شود نیز نباید وجود داشته باشد؛ بنابراین اخلاق به معنای سنتی وجود ندارد.
با این حال، داشتن عقیده‌ای هیچ‌انگار لزوماً به این معنا نیست که ما باید استفاده از زبان اخلاقی را کنار بگذاریم. برخی از هیچ‌انگاران معتقدند که اخلاق زبانی ابزار مفیدی باقی می‌ماند. در واقع مکی و دیگر مدافعان معاصر نظریه خطا، مانند ریچارد جویس، از استفاده از گفتار یا عمل اخلاقی حتی با آگاهی از نادرستی اساسی آنها دفاع می‌کنند. اما مشروعیت چنین فعالیتی برای آنان سؤال برانگیز است و در حال حاضر موضوع بحث بزرگی در فلسفه است.

## استنادات درون‌خطی
1. ↑  Sinnott-Armstrong 2019.
2. ↑  (Pratt n.d.)
3. ↑  Shafer-Landau 2010.
4. ↑  (Pratt n.d.)